# CD-i
CD-i（Compact Disc Interactive）是由飛利浦开发并销售的互动多媒体CD播放器。CD-i是这台机器上使用的多媒体CD的名称，或称绿皮书CD，这个格式是由飞利浦和索尼制定的。格式制定工作從1984年开始，并完成于1986年。第一部飞利浦CD-i播放器于1991年发行，最初定价约为700美元。它可以播放CD-i、CD、CD+G（CD+Graphics）、卡拉OK CD以及VCD，其中VCD需要一张外加的“数字视频卡”以提供MPEG-1解压。
尽管有多个电子游戏发行在这个平台上（游戏多和任天堂有关）并引发一系列的群体模仿，CD-i在业界里却被认为是一个失败的典范，而且那些游戏也曾各自在「垃圾游戏排行榜」上占有一席地位。飞利浦最後在1998年停止发布该平台的游戏。

## 应用程序
早期以CD-i格式发行的程序主要为音乐、教育及自我提升等相关内容。游戏作品則屈指可数，而且多是桌面游戏的移植，如四子棋。往后由于受到游戏机市场其他產品的影响，尤其是更为便宜的PlayStation，CD-i开始尝试涉足真正的电子游戏业。CD-i发行的游戏多为任天堂开发的著名游戏的续集（因與任天堂合作關係，飛利浦可允許使用任天堂旗下角色開發游戏），不过这些游戏并不是任天堂开发的。（Hotel Mario）就是一个例子，它是一个益智動作類游戏，却用到了《系列》的角色。另外还有三款《薩爾達傳說系列》的游戏：《林克：邪惡之顏》（Link: The Faces of Evil）、《薩爾達：甘朗之杖》（Zelda: The Wand of Gamelon）、《薩爾達的冒險》（Zelda's Adventure）。但是这些游戏的素质十分糟糕。
飞利浦也因此和任天堂达成开发超级任天堂CD扩展的协议，这是在任天堂与索尼的开发协议取消以后的事（这次协议取消直接导致了PlayStation的诞生）。不过最终这个扩展还是没有上市。
CD-i也发行了一系列的电视节目相关游戏，以及一些学习游戏，从对应婴儿到大人的都有。
尽管飞利浦不遗余力地推广CD-i，它的市场反應卻一直不理想。1994年CD-i销量开始低迷，1998年正式停产。在家庭市场的失败，并未影响到CD-i在多媒体互动亭和工业多媒体的一点成绩。

## 播放器型号

### 飞利浦
飞利浦的分公司Philips Interactive Media Systems及其增值分销商除了销售一般客户使用的机型外，还售出了部分专用机型和开发机型：

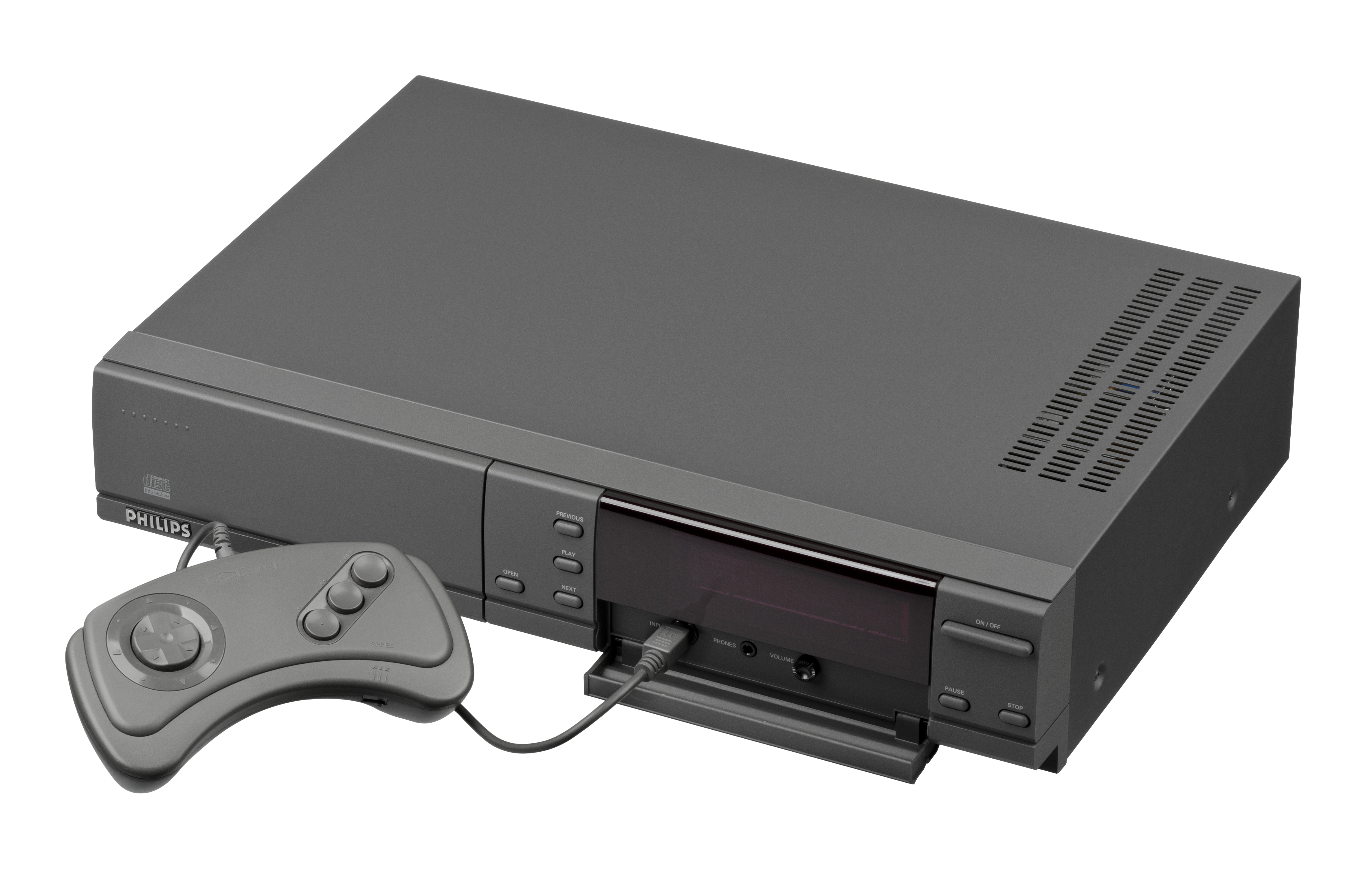
飛利浦CD-i 220

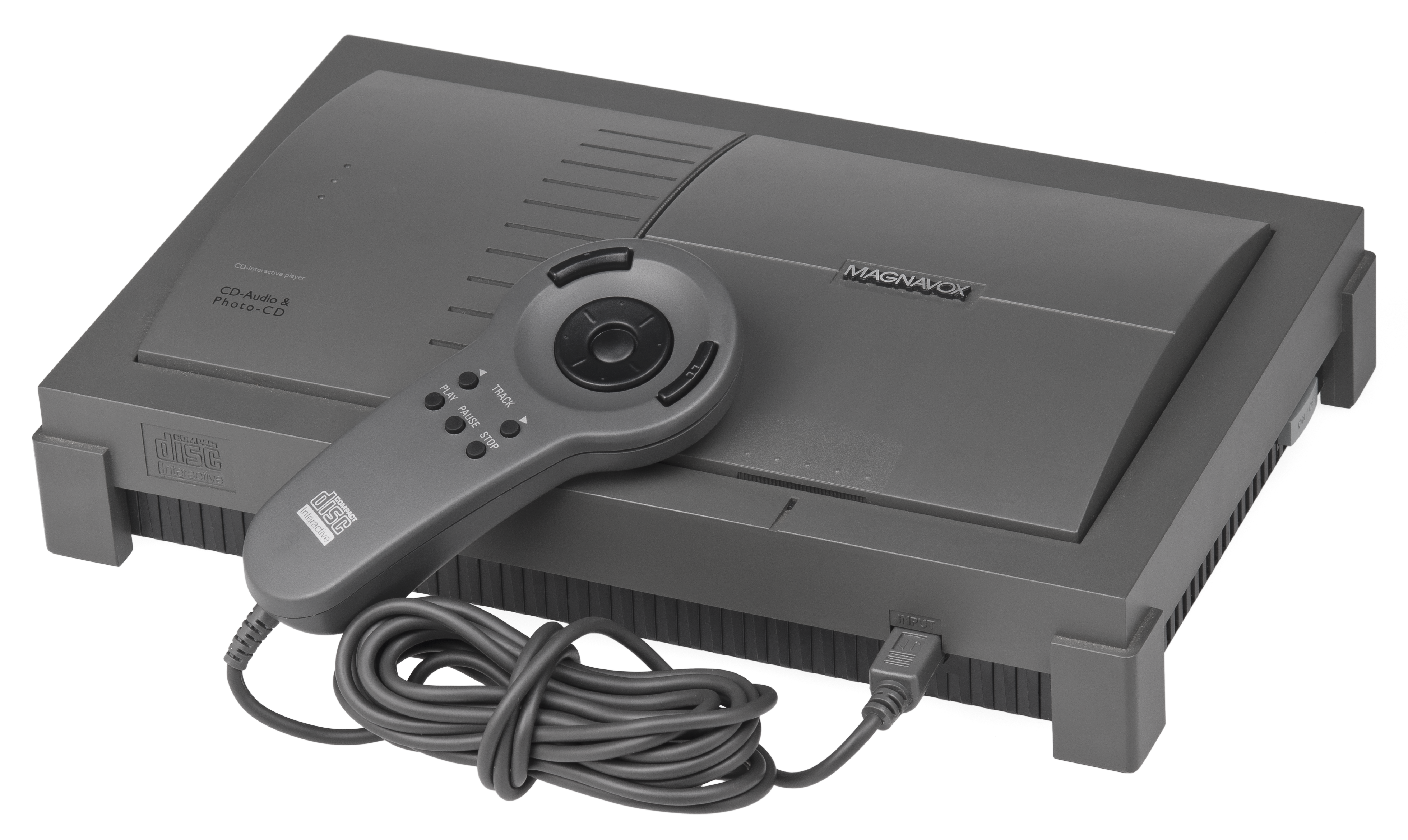
飛利浦CD-i 450

- CD-i player 200系列，包括205、210以及220。这个系列是家用机中最常见的系列，以及其他系列的基础机型。CD-i 205的美版叫CD-i 910。
- CD-i player 300系列，包括310、350、360和370。这个系列针对移动专业市场，并不销售给一般家庭用户。这些机型多用于多媒体销售演示。
- CD-i player 400系列，包括450、470、490。这些变薄的机型的销售对象是游戏及教育平台，例如CD-i 450就是针对游戏平台的。这个系列红外线遥控器是非标配设备。
- CD-i player 600系列，包括601、602、604、605、615、660和670。这个系列针对的是专业程序及软件开发，他们通常有软盘驱动器、键盘等电脑外设。有些机型还能连接模拟器，以进行程序测试及除错。

另外还有一些无法归类的版本，如设计成小型立体收音机和CD播放器的FW380i，内建CD-i的电视机21TCDi30，以及最初版本型号的CD-i 180/181/182。

### 其他生产商
除了飞利浦，还有其它生产CD-i的厂商，包括Magnavox、GoldStar（也就是后来的乐金电子）、Digital Video Systems、Memorex、根德、索尼（生产了一款便携CD-i播放器）、京瓷、萬視寶電工、Highscreen、Bang & Olufsen等。Bang & Olufsen生产了一款内建CD-i播放功能的电视Beocenter AV5。

### TeleCD-i和CD-MATICS
意識到日漸增長的網絡多媒體市場，飛利浦和阿姆斯特丹的CDMATICS合作，在1992年開發出TeleCD-i（又名TeleCD）。TeleCD-i與PSTN或者互聯網連接，提供數據傳輸和媒體展示功能。荷蘭的連鎖雜貨店阿爾貝特·海恩Albert Heijn和郵寄銷售巨頭Neckermann Shopping是最早利用TeleCD-i銷售他們產品的公司。CDMATICS也開發出一系列的支援軟件。1996年飛利浦從CDMATICS那裡購回這些軟件的源代碼。

## 技术细节
- CPU：16-bit 68070 复杂指令集芯片（摩托罗拉 68000核心）[6]速度15.5 MHz[2]
- 顯示：芯片：MCD 212[6]，分辨率384×280到768×560，色彩16.7百萬色（同屏32,768色），有專為VCD播放解壓的硬解壓卡。
- 音響：聲音芯片：MCD 221[6]，ADPCM 8聲道，16位立體聲。
- 操作系統：CD-RTOS（基於Microware的OS-9）
- 其它：1MB主內存[6]，單速CD-ROM驅動器，帶DV卡1.46千克，不帶DV卡1.21千克。
- CD-i配件：鼠標、軌跡球、I/O分線器、觸摸板控制器、遊戲手柄、紅外線遙控、S端子線、內存擴展及DV卡擴展支持。

## 市场竞争

### 互动亭 （主要市场）
- 松下M2 [7]

### 高端A/V （次要市场）
（多媒体影音系统）
- Commodore CDTV
- Pioneer LaserActive
- 3DO
- Tandy Video Information System

### 电子游戏 （次要市场）
- 带Mega-CD扩展的Mega Drive
- 3DO

## 市场反应
CD-i的游戏手柄在IGN编辑Craig Harris的史上最差游戏手柄排行榜中排行第五。

## 資料來源
1. ↑  Batenburg, Sebastiaan. . Cdii.blogspot.com. 2007-07-07  [2019-05-15]. （原始内容存档于2012-06-13）.
2. 1 2 3  Blake Snow. . GamePro.com. 2007-05-04  [2007-11-25]. （原始内容存档于2007-05-08）.
3. ↑  .   [2010-06-13]. （原始内容存档于2017-07-25）.
4. ↑  . Nytimes.com. 1992-04-02  [2009-08-19]. （原始内容存档于2013-05-02）.
5. ↑  .   [2010-06-13]. （原始内容存档于2010-05-14）.
6. 1 2 3 4  Forster, Winnie. . GAMEPLAN. 2005: 208. ISBN 3-00-015359-4.
7. ↑  Matsushita Electric/Panasonic. . Business Wire. 2000-04-10  [2008-03-16]. （原始内容存档于2011-01-13）.
8. ↑  . IGN. 2006-02-21  [2009-08-07]. （原始内容存档于2007-01-14）.